# Tamim ibn al-Muizz
Tamim ibn al-Muizz (zm. 1108) – piąty władca z dynastii Zirydów w Ifrikiji w latach 1062–1108.
Tamim objął tron po ojcu Al-Muizzie ibn Badisie (1016–1062) w czasie gdy władztwo Zirydów znalazło się w stanie rozpadu po inwazji plemion Banu Hilal. Tylko nadbrzeżne miasta pozostały pod kontrolą, a ponowny podbój głębi lądu z rąk Beduinów nie powiódł się. Nawet na wybrzeżu Zirydzi byli atakowani - Tunis utracono na rzecz plemienia Banu Hurasan (1063–1128). Stolica Al-Mahdijja została zaatakowana przez Genuę i Pizę w 1088 i zmuszona do płacenia wysokiego okupu - znak rosnącej przewagi sił chrześcijańskich na Morzu Śródziemnym, która objawiła się również w podboju Sycylii przez Normanów (1061–1062).
Syn Tamima Jahja ibn Tamim odziedziczył, to co pozostało z królestwa Zirydów w 1108.

## W kulturze

### Gry wideo
W serii gier wideo Crusader Kings jednym z grywalnych władców jest Amīr al-Umarā of Africa, przedstawiony jako król Ifrikiji.

### Poezja
Tamim pisywał wiersze, cenione przez takich badaczy jak Hasan Ibrahim Hasan.